# Arcturian
Arcturian ist das fünfte reguläre Studioalbum der norwegischen Metal-Band Arcturus. Es erschien im Mai 2015 bei Prophecy Productions.

## Entstehung und Veröffentlichung
Schon um die Zeit der Wiedervereinigung der Band, nach der Arcturus vor allem bei mehreren Festivals auftraten, wurden erste Aufnahmen neuer Stücke gemacht. Zunächst wurde ein neues Album für 2013 angekündigt, die Aufnahmen von Arcturian in Knut Magne Valles Mølla Studios zogen sich jedoch bis 2014 hin. Sebastian Grouchot (Violine), Atle Pakusch Gundersen (Gong) und Andre Ristesund (Arrangement) waren als Gastmusiker beteiligt. Valle und die Band mischten und masterten das Album, Martin Koller produzierte es. Arcturian erschien auf CD und in einer limitierten LP-Auflage, in limitierter Auflage mit der Bonus-Remix-CD Rearcturianized sowie als Boxset mit Album und Remixes auf zwei CDs und zwei LPs.

## Titelliste
1. The Arcturian Sign – 5:08
2. Crashland – 4:10
3. Angst – 4:28
4. Warp – 3:54
5. Game Over – 5:59
6. Demon – 3:31
7. Pale – 5:13
8. The Journey – 4:16
9. Archer – 5:37
10. Bane – 5:51

Rearcturianized
1. Angst (Industrial Club Remix by Pride and Fall) – 5:44
2. Archer (Sun of the Sleepless Geisterbahn RMX by Markus Stock) – 4:29
3. Game Over (Germ Remix) – 6:02
4. Warp (Wormhole Remix by Matt Gifford) – 5:12
5. Angst (Nailbomb Remix by Fractured) – 4:03
6. Arcturian Psychedelic Sign (by Møllarn) – 5:52
7. Warp (Germ Remix) – 3:58
8. Pale (Necro Deathmort Remix by AJ Cookson & Matthew Rozeik) – 6:19

## Stil
Anders als das vor allem atmosphärisch relativ ruhige Vorgängeralbum Sideshow Symphonies ist Arcturian wieder härter, abwechslungsreicher und experimentierfreudiger, eine „Mischung aus Black Metal, Progressive Rock, Avantgarde- und Klassikelementen“. Gitarren treten mit harten Riffs und melodischen Soli stärker hervor. Neben dem insgesamt dominanten Keyboard kommt immer wieder eine Violine zum Einsatz. Zudem werden elektronische Effekte und Rhythmen verwendet. Der Gesang ist abwechslungsreich.

## Rezeption
Die Reaktionen auf das erste Album der Band seit 10 Jahren waren positiv. Wu Gang vom Rock Hard findet, Arcturus „bleiben bei allen stilistischen Wendungen stets auf Kurs und verlieren nie den Blick für ein zielgerichtetes, stimmiges Gesamtbild. […] Der Titel ‚Überraschungstreffer des Jahres‘ dürfte dem Album nicht zu nehmen sein.“ Thomas Kohlruß von den Babyblauen Seiten urteilt: „Musikalisch haben Arcturus nichts verlernt. […] Ein würdiges und beeindruckendes Comeback.“ Alex Klug von metal.de resümiert: „Zeitgemäße Reinkarnation, ohne seine Wurzeln zu vergessen – so und nicht anders.“ Arcturian war eine Woche auf Platz 15 der deutschen Charts.